# Jean-Christophe Bahebeck
Jean-Christophe Bahebeck (Saint-Denis, 1º maggio 1993) è un ex calciatore francese, di ruolo attaccante.

## Caratteristiche tecniche
Jean-Christophe Bahebeck è un giocatore molto veloce con la palla ed è dotato di un'ottima precisione nel calciare la sfera, dalla media distanza fa risaltare la propria potenza di tiro, il suo piede forte è il destro ma sa tirare con entrambi i piedi. Inizia a giocare a calcio nel ruolo di attaccante, per poi diventare ala.
Nel 2012 è stato inserito nella lista dei migliori calciatori nati dopo il 1991 stilata da Don Balón.

## Carriera

### Club

#### Gli inizi, Paris Saint-Germain
All'età di 7 anni inizia la sua carriera calcistica con il CS Persan Municipal. Nel 2007 passa alla squadra giovanile del Paris Saint-Germain. Il 2 marzo 2011 ha fatto la sua prima apparizione tra i professionisti contro il Le Mans, a 17 anni, nella partita di Coupe de France vinta 2-0 in cui mette a segno un gol. L'esordio in Ligue 1 avviene il 5 maggio 2011, poco dopo aver festeggiato il suo 18º compleanno, nella partita persa 1-0 contro l'Auxerre.
Totalmente nella stagione 2010-2011 ha giocato 13 partite con un gol.
Il 18 agosto 2011 segna il suo primo gol stagionale e il primo in Europa League contro il Differdange (vinto 0-4 allo Stadio Josy Barthel). Il 26 ottobre 2011 ha fatto il suo esordio stagionale in Coupe de la Ligue contro il Dijon, segnando anche un gol al 16' su un calcio di punizione, che non impedisce la sconfitta della sua squadra (3-2). Nella fase a gironi dell'Europa League la sua squadra viene eliminata nonostante la vittoria contro l'Athletic Bilbao, dove fa un assist (4-2).
Totalmente nella stagione 2011-2012 ha giocato 15 partite con 2 gol.

#### Prestiti a Troyes e Valenciennes
Nella stagione successiva passa in prestito al Troyes. Fa il suo esordio subito, nella prima partita di campionato persa 1-0 contro il Valenciennes', entrando al 73' al posto di Quentin Othon. La giornata successiva fa il suo primo gol stagionale, che non permette la vittoria alla sua squadra, sconfitta dal Lione per 4-1. Nella Coupe de France la sua squadra arriva alle semifinali anche grazie ai gol del giocatore, che mette a segno il suo primo gol stagionale in questa competizione contro il Sochaux (vinta 2-1) e che, proprio nella semifinale contro il Bordeaux, mette a segno l'unico gol della partita, il quale non regala il passaggio della sua squadra in finale, data la sconfitta per 2-1.
Totalmente nella stagione 2012-2013 ha giocato 33 partite con 6 gol.
Il 16 giugno 2013 è stato mandato in prestito al Valenciennes. Fa il suo esordio subito, nella prima giornata di campionato vinta 3-0 contro il Tolosa, entrando al 66' e contribuendo con un assist. Il 23 novembre 2013 fa il suo primo gol stagionale, nella partita pareggiata 1-1 contro il Lione, nel quale entra al 52'. A fine anno la squadra retrocede in Ligue 2 con una giornata d'anticipo, dopo la sconfitta casalinga contro il Monaco per 2-1.
Totalmente nella stagione 2013-2014 ha giocato 21 partite con 2 gol.

#### Ritorno a Parigi, prestito al Saint-Etienne
Dopo aver disputato la stagione 2014-2015 al Paris Saint-Germain, il 10 agosto 2015 viene ceduto in prestito al Saint-Etienne. Conclude la stagione con 23 presenze e 3 gol complessivamente, di cui 16 e 1 gol in campionato.

#### Pescara e Utrecht
Nella stagione 2016-17 passa in prestito al Pescara, neopromosso in Serie A. Esordisce il 28 agosto 2016 in trasferta contro il Sassuolo perdendo 2-1 (partita poi vinta 3 a 0 a tavolino). L'11 settembre segna il suo primo gol in Serie A nella sconfitta casalinga contro l'Inter (match terminato 1-2). A fine stagione dopo 15 presenze e 4 gol non viene riscattato.
Il 12 agosto 2017 passa in prestito all’Utrecht e dopo un anno viene riscattato.
All'Utrecht totalizza 11 reti in 35 presenza distribuite in 3 campionati, soprattutto subentrando dalla panchina
Si trasferirà poi al Partizan dove avrà meno fortuna segnando un solo gol e totalizzando 7 presenze

#### Partizan e Palmaflor del Trópico
Nel 2020 inizia a giocare per il Partizan, in tutto ha giocato solo otto partite, segnando una sola rete, nella vittoria per 5-1 contro lo Zlatibor Čajetina. Si trasferisce poi in Bolivia giocando per il Palmaflor del Trópico, durante la sua militanza nel club segna solo due gol, il primo battendo per 3-1 l'Universitario de Sucre e il secondo pareggiando per 2-1 contro l'Oriente Petrolero.

### Nazionale
Il 21 giugno 2013 segna un gol nella prima partita della fase a gironi del monbdiale Under-20, vinto dalla sua nazionale per 3-1 contro il Ghana. Va a segno anche nella partita vinta per 4-1 contro i padroni di casa della Turchia negli ottavi di finale. Al termine del torneo si laurea campione del mondo.
Viene convocato dalla nazionale Under-21 per partecipare alle qualificazioni per l'europeo 2015.

## Statistiche

### Presenze e reti nei club
Statistiche aggiornate al 19 giugno 2020.
| Stagione                   | Squadra                    | Campionato                 | Campionato | Campionato | Coppe nazionali | Coppe nazionali | Coppe nazionali | Coppe continentali | Coppe continentali | Coppe continentali | Altre coppe | Altre coppe | Altre coppe | Totale | Totale |
| Stagione                   | Squadra                    | Comp                       | Pres       | Reti       | Comp            | Pres            | Reti            | Comp               | Pres               | Reti               | Comp        | Pres        | Reti        | Pres   | Reti   |
| -------------------------- | -------------------------- | -------------------------- | ---------- | ---------- | --------------- | --------------- | --------------- | ------------------ | ------------------ | ------------------ | ----------- | ----------- | ----------- | ------ | ------ |
| 2010-2011                  | Paris Saint-Germain        | L1                         | 10         | 0          | CF+CdL          | 2+0             | 1+0             | UEL                | 0                  | 0                  | -           | -           | -           | 12     | 1      |
| 2011-2012                  | Paris Saint-Germain        | L1                         | 9          | 0          | CF+CdL          | 0+1             | 0+1             | UEL                | 6                  | 1                  | -           | -           | -           | 16     | 2      |
| 2012-2013                  | ES Troyes                  | L1                         | 27         | 3          | CF+CdL          | 3+2             | 2+0             | -                  | -                  | -                  | -           | -           | -           | 32     | 5      |
| 2013-2014                  | Valenciennes               | L1                         | 19         | 2          | CF+CdL          | 1+1             | 0               | -                  | -                  | -                  | -           | -           | -           | 21     | 2      |
| 2014-2015                  | Paris Saint-Germain        | L1                         | 15         | 2          | CF+CdL          | 4+1             | 0+1             | UCL                | 3                  | 0                  | SF          | 1           | 0           | 24     | 2      |
| lug.-ago. 2015             | Paris Saint-Germain        | L1                         | 0          | 0          | CF+CdL          | 0               | 0               | UCL                | 0                  | 0                  | SF          | 1           | 0           | 1      | 0      |
| Totale Paris Saint-Germain | Totale Paris Saint-Germain | Totale Paris Saint-Germain | 34         | 2          |                 | 8               | 3               |                    | 9                  | 1                  |             | 2           | 0           | 53     | 6      |
| ago. 2015-2016             | Saint-Étienne              | L1                         | 16         | 1          | CF+CdL          | 1+0             | 1+0             | UEL                | 6                  | 1                  | -           | -           | -           | 23     | 3      |
| 2016-2017                  | Pescara                    | A                          | 15         | 4          | CI              | 0               | 0               | -                  | -                  | -                  | -           | -           | -           | 15     | 4      |
| 2017-2018                  | Utrecht                    | E                          | 6          | 3          | CO              | -               | -               | UEL                | 1                  | 0                  | -           | -           | -           | 7      | 3      |
| 2018-2019                  | Utrecht                    | E                          | 14         | 5          | CO              | 1               | 0               | -                  | -                  | -                  | -           | -           | -           | 15     | 5      |
| 2019-2020                  | Utrecht                    | E                          | 15         | 3          | CO              | 4               | 2               | -                  | -                  | -                  | -           | -           | -           | 19     | 5      |
| Totale Utrecht             | Totale Utrecht             | Totale Utrecht             | 35         | 11         |                 | 5               | 2               |                    | 1                  | 0                  |             | -           | -           | 41     | 13     |
| 2020-2021                  | Partizan                   | SL                         | 7          | 1          | CS              | 0               | 0               | UEL                | -                  | -                  | -           | -           | -           | 7      | 1      |
| 2022                       | Palmaflor del Trópico      | PD                         | 15         | 2          | -               | -               | -               | -                  | -                  | -                  | -           | -           | -           | 15     | 2      |
| Totale carriera            | Totale carriera            | Totale carriera            | 168        | 26         |                 | 21              | 8               |                    | 16                 | 2                  |             | 2           | 0           | 207    | 36     |

### Cronologia presenze e reti in nazionale
| Cronologia completa delle presenze e delle reti in nazionale ― Francia under 21 | Cronologia completa delle presenze e delle reti in nazionale ― Francia under 21 | Cronologia completa delle presenze e delle reti in nazionale ― Francia under 21 | Cronologia completa delle presenze e delle reti in nazionale ― Francia under 21 | Cronologia completa delle presenze e delle reti in nazionale ― Francia under 21 | Cronologia completa delle presenze e delle reti in nazionale ― Francia under 21 | Cronologia completa delle presenze e delle reti in nazionale ― Francia under 21 | Cronologia completa delle presenze e delle reti in nazionale ― Francia under 21 |
| Data                                                                            | Città                                                                           | In casa                                                                         | Risultato                                                                       | Ospiti                                                                          | Competizione                                                                    | Reti                                                                            | Note                                                                            |
| ------------------------------------------------------------------------------- | ------------------------------------------------------------------------------- | ------------------------------------------------------------------------------- | ------------------------------------------------------------------------------- | ------------------------------------------------------------------------------- | ------------------------------------------------------------------------------- | ------------------------------------------------------------------------------- | ------------------------------------------------------------------------------- |
| 13-8-2013                                                                       | Friburgo in Brisgovia                                                           | Germania under 21                                                               | 0 – 0                                                                           | Francia under 21                                                                | Amichevole                                                                      | -                                                                               | 52’                                                                             |
| 5-9-2013                                                                        | Caen                                                                            | Francia under 21                                                                | 5 – 0                                                                           | Kazakistan under 21                                                             | Qual. Europeo Under-21 2015                                                     | -                                                                               | 73’                                                                             |
| 9-9-2013                                                                        | Barysaŭ                                                                         | Bielorussia under 21                                                            | 1 – 2                                                                           | Francia under 21                                                                | Qual. Europeo Under-21 2015                                                     | -                                                                               | 69’                                                                             |
| 8-9-2014                                                                        | Auxerre                                                                         | Francia under 21                                                                | 1 – 1                                                                           | Islanda under 21                                                                | Qual. Europeo Under-21 2015                                                     | -                                                                               | 86’                                                                             |
| 10-10-2014                                                                      | Le Mans                                                                         | Francia under 21                                                                | 2 – 0                                                                           | Svezia under 21                                                                 | Qual. Europeo Under-21 2015                                                     | -                                                                               | 80’                                                                             |
| 14-10-2014                                                                      | Halmstad                                                                        | Svezia under 21                                                                 | 4 – 1                                                                           | Francia under 21                                                                | Qual. Europeo Under-21 2015                                                     | -                                                                               | 65’                                                                             |
| 13-11-2014                                                                      | La Spezia                                                                       | Italia under 20                                                                 | 1 – 1                                                                           | Francia under 21                                                                | Amichevole                                                                      | -                                                                               | 64’                                                                             |
| Totale                                                                          |                                                                                 | Presenze                                                                        | 7                                                                               |                                                                                 | Reti                                                                            | 0                                                                               |                                                                                 |

| Cronologia completa delle presenze e delle reti in nazionale ― Francia under 20 | Cronologia completa delle presenze e delle reti in nazionale ― Francia under 20 | Cronologia completa delle presenze e delle reti in nazionale ― Francia under 20 | Cronologia completa delle presenze e delle reti in nazionale ― Francia under 20 | Cronologia completa delle presenze e delle reti in nazionale ― Francia under 20 | Cronologia completa delle presenze e delle reti in nazionale ― Francia under 20 | Cronologia completa delle presenze e delle reti in nazionale ― Francia under 20 | Cronologia completa delle presenze e delle reti in nazionale ― Francia under 20 |
| Data                                                                            | Città                                                                           | In casa                                                                         | Risultato                                                                       | Ospiti                                                                          | Competizione                                                                    | Reti                                                                            | Note                                                                            |
| ------------------------------------------------------------------------------- | ------------------------------------------------------------------------------- | ------------------------------------------------------------------------------- | ------------------------------------------------------------------------------- | ------------------------------------------------------------------------------- | ------------------------------------------------------------------------------- | ------------------------------------------------------------------------------- | ------------------------------------------------------------------------------- |
| 13-11-2012                                                                      | Saint-Denis                                                                     | Francia under 20                                                                | 2 – 1                                                                           | Ucraina under 20                                                                | Amichevole                                                                      | -                                                                               |                                                                                 |
| 5-3-2013                                                                        | Créteil                                                                         | Francia under 20                                                                | 2 – 0                                                                           | Portogallo under 20                                                             | Amichevole                                                                      | -                                                                               | 45’                                                                             |
| 21-3-2013                                                                       | Tours                                                                           | Francia under 20                                                                | 3 – 1                                                                           | Danimarca under 20                                                              | Amichevole                                                                      | -                                                                               |                                                                                 |
| 25-3-2013                                                                       | Saint-Denis                                                                     | Francia under 20                                                                | 3 – 0                                                                           | Romania under 20                                                                | Amichevole                                                                      | 1                                                                               | 45’                                                                             |
| 11-6-2013                                                                       | Romorantin-Lanthenay                                                            | Francia under 20                                                                | 3 – 1                                                                           | Grecia under 20                                                                 | Amichevole                                                                      | -                                                                               | 75’                                                                             |
| 14-6-2013                                                                       | Amiens                                                                          | Francia under 20                                                                | 2 – 2                                                                           | Colombia under 20                                                               | Amichevole                                                                      | 1                                                                               |                                                                                 |
| 21-6-2013                                                                       | Istanbul                                                                        | Francia under 20                                                                | 3 – 1                                                                           | Ghana under 20                                                                  | Mondiali Under-20 2013 - 1º turno                                               | 1                                                                               |                                                                                 |
| 24-6-2013                                                                       | Istanbul                                                                        | Francia under 20                                                                | 1 – 1                                                                           | Stati Uniti under 20                                                            | Mondiali Under-20 2013 - 1º turno                                               | -                                                                               | 74’                                                                             |
| 2-7-2013                                                                        | Gaziantep                                                                       | Francia under 20                                                                | 4 – 1                                                                           | Turchia under 20                                                                | Mondiali Under-20 2013 - Ottavi di finale                                       | 1                                                                               |                                                                                 |
| 6-7-2013                                                                        | Rize                                                                            | Francia under 20                                                                | 4 – 0                                                                           | Uzbekistan under 20                                                             | Mondiali Under-20 2013 - Quarti di finale                                       | -                                                                               | 69’                                                                             |
| 10-7-2013                                                                       | Bursa                                                                           | Francia under 20                                                                | 2 – 1                                                                           | Ghana under 20                                                                  | Mondiali Under-20 2013 - Semifinale                                             | -                                                                               | 88’                                                                             |
| 13-7-2013                                                                       | Istanbul                                                                        | Francia under 20                                                                | 4 – 1                                                                           | Uruguay under 20                                                                | Mondiali Under-20 2013 - Finale                                                 | -                                                                               | 65’                                                                             |
| 21-5-2014                                                                       | Tolone                                                                          | Francia under 20                                                                | 3 – 0                                                                           | Cile under 20                                                                   | Amichevole                                                                      | 2                                                                               | 71’                                                                             |
| 23-5-2014                                                                       | Hyères                                                                          | Francia under 20                                                                | 1 – 1                                                                           | Cina under 20                                                                   | Amichevole                                                                      | -                                                                               | 61’                                                                             |
| 25-5-2014                                                                       | Saint-Raphaël                                                                   | Francia under 20                                                                | 2 – 0                                                                           | Messico under 20                                                                | Amichevole                                                                      | -                                                                               | 66’                                                                             |
| 1-6-2014                                                                        | Avignone                                                                        | Francia under 20                                                                | 2 – 5                                                                           | Brasile under 20                                                                | Amichevole                                                                      | 2                                                                               | 57’                                                                             |
| Totale                                                                          |                                                                                 | Presenze                                                                        | 16                                                                              |                                                                                 | Reti                                                                            | 8                                                                               |                                                                                 |

| Cronologia completa delle presenze e delle reti in nazionale ― Francia under 19 | Cronologia completa delle presenze e delle reti in nazionale ― Francia under 19 | Cronologia completa delle presenze e delle reti in nazionale ― Francia under 19 | Cronologia completa delle presenze e delle reti in nazionale ― Francia under 19 | Cronologia completa delle presenze e delle reti in nazionale ― Francia under 19 | Cronologia completa delle presenze e delle reti in nazionale ― Francia under 19 | Cronologia completa delle presenze e delle reti in nazionale ― Francia under 19 | Cronologia completa delle presenze e delle reti in nazionale ― Francia under 19 |
| Data                                                                            | Città                                                                           | In casa                                                                         | Risultato                                                                       | Ospiti                                                                          | Competizione                                                                    | Reti                                                                            | Note                                                                            |
| ------------------------------------------------------------------------------- | ------------------------------------------------------------------------------- | ------------------------------------------------------------------------------- | ------------------------------------------------------------------------------- | ------------------------------------------------------------------------------- | ------------------------------------------------------------------------------- | ------------------------------------------------------------------------------- | ------------------------------------------------------------------------------- |
| 6-9-2011                                                                        | Roma                                                                            | Italia under 19                                                                 | 1 – 3                                                                           | Francia under 19                                                                | Amichevole                                                                      | 1                                                                               |                                                                                 |
| 6-9-2011                                                                        | Roma                                                                            | Italia under 19                                                                 | 0 – 1                                                                           | Francia under 19                                                                | Amichevole                                                                      | -                                                                               |                                                                                 |
| 5-10-2011                                                                       | Saint-Denis                                                                     | Francia under 19                                                                | 2 – 2                                                                           | Inghilterra under 19                                                            | Amichevole                                                                      | 1                                                                               |                                                                                 |
| 7-10-2011                                                                       | Saint-Denis                                                                     | Francia under 19                                                                | 2 – 1                                                                           | Ucraina under 19                                                                | Amichevole                                                                      | -                                                                               |                                                                                 |
| 9-10-2011                                                                       | Saint-Denis                                                                     | Francia under 19                                                                | 1 – 2                                                                           | Portogallo under 19                                                             | Amichevole                                                                      | -                                                                               |                                                                                 |
| 25-5-2012                                                                       | Saint-Denis                                                                     | Francia under 19                                                                | 2 – 1                                                                           | Rep. Ceca under 19                                                              | Amichevole                                                                      | 1                                                                               |                                                                                 |
| 27-5-2012                                                                       | Saint-Denis                                                                     | Francia under 19                                                                | 3 – 1                                                                           | Norvegia under 19                                                               | Amichevole                                                                      | 1                                                                               |                                                                                 |
| 30-5-2012                                                                       | Praga                                                                           | Paesi Bassi under 19                                                            | 0 – 6                                                                           | Francia under 19                                                                | Amichevole                                                                      | 1                                                                               |                                                                                 |
| 3-7-2012                                                                        | Rakvere                                                                         | Serbia under 19                                                                 | 0 – 3                                                                           | Francia under 19                                                                | Europeo Under-19 2012 - Fase a gironi                                           | -                                                                               |                                                                                 |
| 6-7-2012                                                                        | Haapsalu                                                                        | Francia under 19                                                                | 1 – 0                                                                           | Croazia under 19                                                                | Europeo Under-19 2012 - Fase a gironi                                           | -                                                                               |                                                                                 |
| 9-7-2012                                                                        | Tallinn                                                                         | Francia under 19                                                                | 1 – 2                                                                           | Inghilterra under 19                                                            | Europeo Under-19 2012 - Fase a gironi                                           | -                                                                               |                                                                                 |
| 12-7-2012                                                                       | Tallinn                                                                         | Spagna under 19                                                                 | 3 – 3 dts (4 – 2 dtr)                                                           | Francia under 19                                                                | Europeo Under-19 2012 - Semifinale                                              | -                                                                               |                                                                                 |
| Totale                                                                          |                                                                                 | Presenze                                                                        | 12                                                                              |                                                                                 | Reti                                                                            | 5                                                                               |                                                                                 |

## Palmarès

### Club
- Campionato francese: 1

Paris Saint-Germain: 2014-2015
- Coppa di Francia: 1

Paris Saint-Germain: 2014-2015
- Coppa di Lega francese: 1

Paris Saint-Germain: 2014-2015
- Supercoppa francese: 2

Paris Saint-Germain: 2014, 2015

### Nazionale
- Campionato mondiale Under-20: 1

Turchia 2013

### Individuale
- Miglior marcatore del Torneo di Tolone: 1

2014